# Cold Rain
Cold Rain é o sexto álbum de estúdio de Hironobu Kageyama, lançado em 7 de dezembro de 2005 pela Lantis. Foi seu primeiro álbum de estúdio desde I'm in You, de 2000.

## Produção
O disco nasceu do desejo do cantor de fazer covers de algumas músicas com as quais esteve envolvidos, além de material novo. Há covers de canções do JAM Project, do LAZY e da TRY FORCE, banda com o próprio Kageyama, Kenichi Sudo, Yohgo Kohno e Yoshichika Kuriyama.

## Recepção
O site CD Journal analisou o álbum chamando-o de um "trabalho ambiciosos que demonstra as habilidades de Kageyama como vocalista e compositor."

## Faixas
| N.º            | Título                                                                            | Letras                              | Música         | Arranjo                        | Duração |  |
| 1.             | "Cold Rain"                                                                       | Hironobu Kageyama                   | H. Kageyama    | Kenichi Sudo                   | 5:59    |  |
| 2.             | "Achilles"                                                                        | H. Kageyama                         | H. Kageyama    | Masanori Takumi                | 3:19    |  |
| 3.             | "Little Wing" (cover de JAM Project, de Scrapped Princess)                        | Masami Okui e H. Kageyama           | H. Kageyama    | K. Sudo                        | 5:07    |  |
| 4.             | "Kono Yo no Hate ~Eden~"                                                          | H. Kageyama                         | H. Kageyama    | Yohgo Kohno                    | 6:20    |  |
| 5.             | "Face" (cover de TRY FORCE)                                                       | TRY FORCE                           | TRY FORCE      | Hidetake Yamamoto              | 5:39    |  |
| 6.             | "Riding on a Time machine~Psychedelic☆55~"                                        | Yukie Ozaki e Jim Steele (tradução) | H. Kageyama    | Hiroyuki Otsuki                | 4:20    |  |
| 7.             | "1981 Summer"                                                                     | H. Kageyama                         | H. Kageyama    | Y. Kohno                       | 5:06    |  |
| 8.             | "Strings of Love ~Unmei no Ito~"                                                  | Rica Matsumoto e Geila (tradução)   | H. Kageyama    | Kenji Yamamoto                 | 4:33    |  |
| 9.             | "Cry for the Earth" (cover de JAM Project)                                        | H. Kageyama                         | H. Kageyama    | K. Sudo                        | 4:41    |  |
| 10.            | "Brother"                                                                         | H. Kageyama                         | H. Kageyama    | H. Kageyama e Yoshiki Fukuyama | 4:45    |  |
| 11.            | "Young & Innocent" (cover de LAZY)                                                | H. Kageyama                         | H. Kageyama    | Y. Kohno                       | 6:24    |  |
| 12.            | "In My Heart" (cover de JAM Project, de Kikou Busou G-BREAKER: Legend of Cloudia) | H. Kageyama                         | H. Kageyama    | Y. Kohno                       | 5:44    |  |
| Duração total: | Duração total:                                                                    | Duração total:                      | Duração total: | Duração total:                 | 62:23   |  |